# Championnat de France de rugby à XV 1993-1994
Navigation
1992-1993 1994-1995
Le Championnat de France de rugby à XV 1993-1994, aussi appelé groupe A, oppose 32 clubs répartis en quatre poules. Le championnat démarre le 1993 et se termine par une finale disputée le 28 mai 1994 au Parc des Princes. À l'issue d'une première phase qualificative, les équipes placées aux quatre premières places de chaque poule sont qualifiées pour disputer un Top 16 composé de quatre poules de quatre équipes. Les huit équipes classées aux deux premières places de chaque poule du Top 16 disputent ensuite une phase finale sur trois tours à élimination directe.
Les quatre clubs du CA Périgueux, du Stade dijonnais, du Lyon OU et du FC Lourdes rejoignent l'élite en début de saison. Le Stade toulousain remporte le titre de champion après avoir battu l'AS Montferrand en finale sur le score de 22 à 16. Il obtient son onzième titre de champion de France égalant ainsi le record de l'AS Béziers. L'AS Montferrand échoue une fois de plus en finale. À l'issue de la saison quatre équipes sont reléguées en division inférieure : le Stade montois, le FC Lourdes, l'AS Béziers et le Lyon OU.
Toulouse, Montferrand, Dax et Grenoble se qualifient pour la première édition de la Coupe d’Europe de rugby mais cette édition sera finalement annulée.

## Groupe A

### Phase de groupes
Les équipes sont listées dans leur ordre de classement à l'issue de la première phase qualificative. Les quatre premières équipes de chaque poule sont qualifiées pour le Top 16.
| Poule 1 - CA Bègles-Bordeaux 32 pts - Castres olympique 31 pts - Aviron bayonnais 30 pts - AS Montferrand 30 pts - CA Brive 28 pts - FCS Rumilly 27 pts - RRC Nice 26 pts - CA Périgueux 20 pts Poule 3 - Biarritz olympique 31 pts - SU Agen 31 pts - CS Bourgoin-Jallieu 30 pts - RC Narbonne 30 pts - RC Nîmes 28 pts - Section paloise 28 pts - FC Lourdes 26 pts - SC Graulhet 20 pts | Poule 2 - FC Auch 33 pts - Stade toulousain 33 pts - FC Grenoble 32 pts - US Dax 31 pts - Stadoceste tarbais 28 pts - Stade dijonnais 25 pts - Stade montois 23 pts - Avenir valencien 19 pts Poule 4 - USA Perpignan 33 pts - Racing Club de France 32 pts - US Colomiers 31 pts - RC Toulon 30 pts - Stade bordelais UC 30 pts - Montpellier RC 29 pts - AS Béziers 21 pts - Lyon OU 18 pts |

### Top 16
Les équipes sont listées dans leur ordre de classement. Les deux premières équipes de chaque poule sont qualifiées pour les quarts de finale.
| Poule 1 - Stade toulousain 15 pts - RC Narbonne 12 pts - CA Bègles-Bordeaux 11 pts - US Colomiers 10 pts Poule 2 - RC Toulon 15 pts - SU Agen 15 pts - Aviron bayonnais 10 pts - FC Auch 8 pts | Poule 3 - FC Grenoble 14 pts - AS Montferrand 12 pts - Racing club de France 12 pts - Biarritz olympique 10 pts Poule 4 - US Dax 14 pts - CS Bourgoin-Jallieu 13 pts - USA Perpignan 12 pts - Castres olympique 9 pts |

### Phase finale

#### Tableau
|  | Quarts de finale                               | Quarts de finale       |                  |    | Demi-finales                             | Demi-finales                             |  |  | Finale                                    | Finale                                    |
|  | Quarts de finale                               | Quarts de finale       |                  |    | Demi-finales                             | Demi-finales                             |  |  | Finale                                    | Finale                                    |
|  |                                                |                        |                  |    |                                          |                                          |  |  |                                           |                                           |
|  |                                                |                        |                  |    | le 22 mai 1994 au Parc Lescure, Bordeaux | le 22 mai 1994 au Parc Lescure, Bordeaux |  |  | le 28 mai 1994 au Parc des Princes, Paris | le 28 mai 1994 au Parc des Princes, Paris |
|  |                                                |                        |                  |    | le 22 mai 1994 au Parc Lescure, Bordeaux | le 22 mai 1994 au Parc Lescure, Bordeaux |  |  | le 28 mai 1994 au Parc des Princes, Paris | le 28 mai 1994 au Parc des Princes, Paris |
|  | US Dax                                         | 18                     |                  |    | le 22 mai 1994 au Parc Lescure, Bordeaux | le 22 mai 1994 au Parc Lescure, Bordeaux |  |  | le 28 mai 1994 au Parc des Princes, Paris | le 28 mai 1994 au Parc des Princes, Paris |
|  | US Dax                                         | 18                     |                  |    | le 22 mai 1994 au Parc Lescure, Bordeaux | le 22 mai 1994 au Parc Lescure, Bordeaux |  |  | le 28 mai 1994 au Parc des Princes, Paris | le 28 mai 1994 au Parc des Princes, Paris |
|  | CS Bourgoin-Jallieu                            | 9                      |                  |    | le 22 mai 1994 au Parc Lescure, Bordeaux | le 22 mai 1994 au Parc Lescure, Bordeaux |  |  | le 28 mai 1994 au Parc des Princes, Paris | le 28 mai 1994 au Parc des Princes, Paris |
|  | CS Bourgoin-Jallieu                            | 9                      | US Dax           | 25 |                                          |                                          |  |  | le 28 mai 1994 au Parc des Princes, Paris | le 28 mai 1994 au Parc des Princes, Paris |
|  | le 15 mai 1994 au Stade Maurice-Trélut, Tarbes |                        | US Dax           | 25 |                                          |                                          |  |  | le 28 mai 1994 au Parc des Princes, Paris | le 28 mai 1994 au Parc des Princes, Paris |
|  |                                                | Stade toulousain       | 30               |    |                                          |                                          |  |  | le 28 mai 1994 au Parc des Princes, Paris | le 28 mai 1994 au Parc des Princes, Paris |
|  | Stade toulousain                               | Stade toulousain       | 30               | 26 |                                          |                                          |  |  | le 28 mai 1994 au Parc des Princes, Paris | le 28 mai 1994 au Parc des Princes, Paris |
|  | Stade toulousain                               |                        |                  | 26 |                                          |                                          |  |  | le 28 mai 1994 au Parc des Princes, Paris | le 28 mai 1994 au Parc des Princes, Paris |
|  | RC Narbonne                                    | 12                     |                  |    |                                          |                                          |  |  | le 28 mai 1994 au Parc des Princes, Paris | le 28 mai 1994 au Parc des Princes, Paris |
|  | RC Narbonne                                    | 12                     | Stade toulousain | 22 |                                          |                                          |  |  |                                           |                                           |
|  | le 14 mai 1994 à Lyon                          |                        | Stade toulousain | 22 |                                          |                                          |  |  |                                           |                                           |
|  |                                                | AS Montferrand         | 16               |    |                                          |                                          |  |  |                                           |                                           |
|  | AS Montferrand                                 | AS Montferrand         | 16               | 15 |                                          |                                          |  |  |                                           |                                           |
|  | AS Montferrand                                 | le 21 mai 1994 à Nîmes |                  | 15 |                                          |                                          |  |  |                                           |                                           |
|  | RC Toulon                                      | 8                      |                  |    |                                          |                                          |  |  |                                           |                                           |
|  | RC Toulon                                      | 8                      | AS Montferrand   | 22 |                                          |                                          |  |  |                                           |                                           |
|  |                                                |                        | AS Montferrand   | 22 |                                          |                                          |  |  |                                           |                                           |
|  |                                                | FC Grenoble            | 15               |    |                                          |                                          |  |  |                                           |                                           |
|  | FC Grenoble                                    | FC Grenoble            | 15               | 15 |                                          |                                          |  |  |                                           |                                           |
|  | FC Grenoble                                    |                        |                  | 15 |                                          |                                          |  |  |                                           |                                           |
|  | SU Agen                                        | 11                     |                  |    |                                          |                                          |  |  |                                           |                                           |
|  | SU Agen                                        | 11                     |                  |    |                                          |                                          |  |  |                                           |                                           |

#### Quarts de finale
|  | US Dax | 18 – 9 | CS Bourgoin-Jallieu |  |
|  |        |        |                     |  |
|  |        |        |                     |  |

| 14 mai 1994 | AS Montferrand                                                                      | 15 – 8 (12 – 3) | RC Toulon                                                                           | Lyon 10 000 spectateurs Arbitre : Barrabes |
| 14 mai 1994 | Pénalité(s) : Pradier 5 (4e, 7e, 17e, 38e, 78e) Carton(s) jaune(s) : Mallaret (27e) |                 | Essai(s) : Loppy (57e) Drop(s) : Delaigue (35e) Carton(s) jaune(s) : Motteroz (16e) | Lyon 10 000 spectateurs Arbitre : Barrabes |
| 14 mai 1994 |                                                                                     |                 |                                                                                     | Lyon 10 000 spectateurs Arbitre : Barrabes |

| 15 mai 1994 | Stade toulousain | 26 – 12 (9 – 9) | RC Narbonne                                   | Stade Maurice-Trélut, Tarbes 3 710 spectateurs Arbitre : M. Thomas |
| 15 mai 1994 | Essai(s) : Cazalbou (51e), Ougier (58e), O. Carbonneau (79e) Transformation(s) : Deylaud (?) Pénalité(s) : Deylaud (22e), Ntamack 2 (11e, 30e) |                 | Pénalité(s) : Marfaing 4 (13e, 25e, 33e, 53e) | Stade Maurice-Trélut, Tarbes 3 710 spectateurs Arbitre : M. Thomas |
| 15 mai 1994 | |                 |                                               | Stade Maurice-Trélut, Tarbes 3 710 spectateurs Arbitre : M. Thomas |

| 14 mai 1994 | FC Grenoble ---- 1 Philippe Tapié - 2 Fabrice Landreau - 3 François Nell 4 Olivier Merle - 5 Thierry Devergie 6 Gregory Kacala - 8 Olivier Brouzet - 7 Hervé Chaffardon 9 Gilles Camberabero - 10 Patrick Goirand 11 Brice Bardou - 12 Frédéric Vélo - 13 Willy Taofifénua - 14 Franck Corrihons (Franck Rimet, 42e) 15 Cyril Savy ---- | 15 – 11 (6 - 8) | SU Agen                                                  | Stade des Costières, Nîmes 6 000 spectateurs Arbitre : M. Mené |
| 14 mai 1994 | Pénalité(s) : Savy 2 (24e, 75e), Vélo 2 (39e, 51e) Drop(s) : Goirand 49e |                 | Essai(s) : Sella 36e Pénalité(s) : Montlaur 2 (27e, 71e) | Stade des Costières, Nîmes 6 000 spectateurs Arbitre : M. Mené |
| 14 mai 1994 | |                 |                                                          | Stade des Costières, Nîmes 6 000 spectateurs Arbitre : M. Mené |

#### Demi-finales
| 21 mai 1994 | AS Montferrand                                                                                                   | 22 – 15 (12 – 15) | FC Grenoble ---- 1 Philippe Tapié - 2 Fabrice Landreau - 3 François Nell 4 Olivier Merle - 5 Thierry Devergie 6 Gregory Kacala - 8 Olivier Brouzet - 7 Hervé Chaffardon 9 Gilles Camberabero - 10 Patrick Goirand 11 Brice Bardou - 12 Frédéric Vélo - 13 Willy Taofifénua - 14 Franck Rimet (Xavier Cambres, 63e) 15 Cyril Savy ---- | Stade des Costières, Nîmes 15 000 spectateurs Arbitre : M. Casteret |
| 21 mai 1994 | Essai(s) : Saint-André (57e) Transformation(s) : Pradier (57e) Pénalité(s) : Pradier 5 (1re, 12e, 18e, 22e, 72e) |                   | Pénalité(s) : Savy 3 (7e, 9e, 31e), Vélo (35e) Drop(s) : Goirand (16e) | Stade des Costières, Nîmes 15 000 spectateurs Arbitre : M. Casteret |
| 21 mai 1994 | |                   | | Stade des Costières, Nîmes 15 000 spectateurs Arbitre : M. Casteret |

| 22 mai 1994 | US Dax | 25 – 30 | Stade toulousain | Parc Lescure, Bordeaux 9 317 spectateurs Arbitre : Didier Mené |
| 22 mai 1994 | Essai(s) : Roumat (78e) Transformation(s) : Lacroix (78e) Pénalité(s) : Lacroix 5 (24e, 40e+2, 59e, 63e, 68e) Drop(s) : Lacroix (45e) |         | Essai(s) : Portolan (15e) et Berty 2 (47e, 52e) Transformation(s) : Deylaud 3 (15e, 47e, 52e) Pénalité(s) : Deylaud (6e) Drop(s) : Deylaud 2 (72e, 74e) | Parc Lescure, Bordeaux 9 317 spectateurs Arbitre : Didier Mené |
| 22 mai 1994 | |         | | Parc Lescure, Bordeaux 9 317 spectateurs Arbitre : Didier Mené |

#### Finale
(mt : 6 – 9)
Points marqués : 
- Toulouse : 1 essai de Cazalbou (63e) ; 1 transformation de Deylaud (63e) ; 3 pénalités de Deylaud (38e, 52e, 77e) et 2 drops de Deylaud (40e+1 , 66e)
- Montferrand : 1 essai de Juillet (60e); ; 1 transformation de Pradier (60e) et 3 pénalités de Pradier (6e, 26e, 34e)

Évolution du score : 0-3, 0-6, 0-9, 3-9, 6-9, 9-9, 9-16, 16-16, 19-16, 22-16
Arbitre : Marc Desclaux
Résumé
| Stade toulousain · Titulaires · Joël Dupuy 15 · Émile Ntamack 14 · 79e Philippe Carbonneau 13 · 64e Olivier Carbonneau 12 · David Berty 11 · Christophe Deylaud 10 · Jérôme Cazalbou 9 · (cap.) Albert Cigagna 8 · Régis Sonnes 7 · Jean-Luc Cester 6 · Franck Belot 5 · Hugues Miorin 4 · Claude Portolan 3 · 77e Patrick Soula 2 · Christian Califano 1 · Remplaçants · Patrick Diniz 16 · Jean Joanny 17 · Didier Lacroix 18 · 77e Christophe Guiter 19 · 79e Ugo Mola 20 · 64e Thomas Castaignède 21 · Entraîneur · Guy Novès · Serge Laïrle |  |  |  | AS Montferrand Titulaires 15 Gilles Darlet 14 Raphaël Saint-André 13 Fabrice Ribeyrolles 12 Philippe Saint-André 11 Sébastien Bertrank 10 Éric Nicol 9 Marc Pradier 8 Christophe Juillet 7 Jean-Marc Lhermet (cap.) 6 Arnaud Costes 5 Jean-Philippe Versailles 4 Éric Lecomte 3 Christophe Duchêne 2 Philippe Marocco 1 Emmanuel Ménieu Remplaçants 16 Olivier Mallaret 17 Raphaël Chamelot 18 Ghislain Couchard 19 Patrick Ladouce 20 Laurent Romeu 21 Gaëtan Héry Entraîneur Patrick Boucheix Bertrand Rioux |

### Coupe André Moga
| Pos | Équipe          | Points |
| --- | --------------- | ------ |
| 1   | SC Graulhet     | 14     |
| 2   | CA Brive        | 12     |
| 3   | Stade dijonnais | 11     |
| 4   | AS Béziers      | 11     |

| Pos | Équipe             | Points |
| --- | ------------------ | ------ |
| 1   | RRC Nice           | 14     |
| 2   | Section paloise    | 12     |
| 3   | Stadoceste tarbais | 12     |
| 4   | Lyon OU            | 11     |

| Pos | Équipe         | Points |
| --- | -------------- | ------ |
| 1   | RC Nimes       | 16     |
| 2   | Montpellier RC | 14     |
| 3   | CA Périgueux   | 10     |
| 4   | Stade montois  | 8      |

| Pos | Équipe          | Points |
| --- | --------------- | ------ |
| 1   | FCS Rumilly     | 14     |
| 2   | Stade bordelais | 14     |
| 3   | Valence d'Agen  | 12     |
| 4   | FC Lourdes      | 8      |

|  | Qualification pour les demi-finales (no 1). |
|  | Relégation en Groupe B (no 4).              |

#### Demi-finales
- Rumilly-Graulhet
- Nice-Nîmes

#### Finale
Graulhet-Nice 26-19

## Groupe B

### Phase de groupes

#### Groupe B1
| Pos | Équipe                | Points |
| --- | --------------------- | ------ |
|     | ACBB                  |        |
|     | Stade aurillacois     |        |
|     | US Marmande           |        |
|     | Paris université club |        |
|     | US Tyrosse (R)        |        |
|     | ASPTT Paris           |        |
|     | CS Vienne             |        |
|     | SC Angoulême          |        |

| Pos | Équipe                  | Points |
| --- | ----------------------- | ------ |
|     | Avenir aturin           |        |
|     | Stade rochelais         |        |
|     | RC Châteaurenard        |        |
|     | RC Strasbourg           |        |
|     | Saint-Paul sports rugby |        |
|     | FC Oloron               |        |
|     | SC Mazamet              |        |
|     | RC Chalon (R)           |        |

| Pos | Équipe                | Points |
| --- | --------------------- | ------ |
|     | UMS rugby Montélimar  |        |
|     | RC Mandelieu          |        |
|     | Saint-Jean-de-Luz OR  |        |
|     | Stade bagnérais       |        |
|     | US Romans-Péage       |        |
|     | CO Le Creusot (R)     |        |
|     | Stade saint-gaudinois |        |
|     | USA Limoges           |        |

| Pos | Équipe          | Points |
| --- | --------------- | ------ |
|     | AS Mérignac     |        |
|     | Cahors Rugby    |        |
|     | ES Argelès      |        |
|     | US Montauban    |        |
|     | US Bergerac     |        |
|     | US Cognac (R)   |        |
|     | Valence sportif |        |
|     | SO Voiron       |        |

#### Groupe B2
| Pos | Équipe              | Points |
| --- | ------------------- | ------ |
|     | CASG Paris (P)      |        |
|     | RC Orléans          |        |
|     | Montceau            |        |
|     | US Annecy (P)       |        |
|     | FC Saint-Claude (P) |        |
|     | US Oyonnax          |        |
|     | RC Vichy            |        |
|     | US Tours (P)        |        |

| Pos | Équipe            | Points |
| --- | ----------------- | ------ |
|     | Istres sport      |        |
|     | La Seyne (P)      |        |
|     | US Vinay (P)      |        |
|     | Céret sportif (P) |        |
|     | La Voulte sportif |        |
|     | Sigean (P)        |        |
|     | US Thuir          |        |
|     | Villefranche      |        |

| Pos | Équipe          | Points |
| --- | --------------- | ------ |
|     | Blagnac         |        |
|     | Stade ruthénois |        |
|     | Ussel           |        |
|     | Albi            |        |
|     | Sarlat          |        |
|     | Fleurance       |        |
|     | Lavaur (P)      |        |
|     | Lombez-Samatan  |        |

| Pos | Équipe          | Points |
| --- | --------------- | ------ |
|     | AS Soustons (P) |        |
|     | Orthez          |        |
|     | Saint-Girons SC |        |
|     | US Baigorri (P) |        |
|     | US Garazi (P)   |        |
|     | Miélan          |        |
|     | Pamiers         |        |
|     | La Teste (P)    |        |

### Seconde phase
| Pos | Équipe          | Points |
| --- | --------------- | ------ |
| 1   | US Tyrosse      |        |
| 2   | AS Mérignac     |        |
| 3   | Montélimar      |        |
| 4   | Saint-Girons SC |        |

| Pos | Équipe                  | Points |
| --- | ----------------------- | ------ |
| 1   | ES Catalane             |        |
| 2   | Saint-Paul sports rugby |        |
| 3   | ACBB                    |        |
| 4   | Montceau                |        |

| Pos | Équipe               | Points |
| --- | -------------------- | ------ |
| 1   | Marmande             |        |
| 2   | Avenir aturin        |        |
| 3   | Blagnac              |        |
| 4   | Saint-Jean-de-Luz OR |        |

| Pos | Équipe          | Points |
| --- | --------------- | ------ |
| 1   | La Rochelle     |        |
| 2   | Montauban       |        |
| 3   | Stade bagnérais |        |
| 4   | La Seyne        |        |

| Pos | Équipe        | Points |
| --- | ------------- | ------ |
| 1   | Aurillac      |        |
| 2   | Ussel         |        |
| 3   | AS Soustons   |        |
| 4   | RC Strasbourg |        |

| Pos | Équipe       | Points |
| --- | ------------ | ------ |
| 1   | US Romans    |        |
| 2   | Cahors Rugby |        |
| 3   | Istres       |        |
| 4   | RC Orléans   |        |

| Pos | Équipe          | Points |
| --- | --------------- | ------ |
| 1   | RC Cannes       |        |
| 2   | CASG Paris      |        |
| 3   | Stade ruthénois |        |
| 4   | US Bergerac     |        |

| Pos | Équipe                | Points |
| --- | --------------------- | ------ |
| 1   | RC Châteaurenard      |        |
| 2   | Orthez                |        |
| 3   | Paris université club |        |
| 4   | US Vinay              |        |

### Phase finale

#### Huitième de finale
- US Marmande-SC Blagnac 24-12
- US Tyrosse-US Montauban 24-3
- US Romans-Péage-AS Soustons 20-16
- RC Châteaurenard-Stade aurillacois 14-12
- Cahors Rugby-Stade rochelais 26-14
- RC Mandelieu-US Bergerac 14-13
- Saint-Paul sports rugby -ES Argelès 16-9
- Paris UC-Merignac 24-14

#### Quarts de finale
- RC Mandelieu-Cahors 19-18
- Saint-Paul sports rugby-Paris Université club 20-19
- US Tyrosse-US Marmande 18-0
- RC Châteaurenard-US Romans-Péage 19-12

#### Demi-finales
- RC Châteaurenard-US Tyrosse 13-12
- Saint-Paul sports rugby-RC Mandelieu 22-20

#### Finale
| Équipe 1         | Équipe 2                | Résultat |
| ---------------- | ----------------------- | -------- |
| RC Châteaurenard | Saint-Paul sports rugby | 22-21    |

### Phase de relégation
Les équipes restantes des groupes B1 et B2 sont réparties en 8 poules de 4 équipes. L'équipe terminant 4e est reléguée en 2e division. L'équipe terminant 3e, joue les barrages de relégation.
| Poule A \| Pos \| Équipe \| Points \| \| --- \| --------------- \| ------ \| \| 1 \| SC Angoulême \| \| \| 2 \| SC Mazamet \| \| \| 3 \| FC Saint-Claude \| \| \| 4 \| US Thuir \| \| |                 |        |
| Pos | Équipe          | Points |
| 1 | SC Angoulême    |        |
| 2 | SC Mazamet      |        |
| 3 | FC Saint-Claude |        |
| 4 | US Thuir        |        |

### Barrages de relégation
| Équipe Groupe B | Équipe 2e division | Résultat |
| --------------- | ------------------ | -------- |
| FC Saint-Claude | SA Saint-Sever     | 9-6      |

## Bilan 1981-1994
| Place | Club                | Nombre de saisons | Points |
| ----- | ------------------- | ----------------- | ------ |
| 1     | SU Agen             | 14                | 573    |
| 2     | Stade Toulousain    | 14                | 572    |
| 3     | FC Grenoble         | 14                | 549    |
| -     | RC Toulon           | 14                | 549    |
| 5     | RC Narbonne         | 14                | 535    |
| 6     | Clermont            | 14                | 528    |
| 7     | Béziers             | 14                | 522    |
| 8     | USA Perpignan       | 14                | 510    |
| 9     | CA Brive            | 14                | 509    |
| 10    | US Dax              | 13                | 491    |
| 11    | Aviron Bayonnais    | 14                | 485    |
| 12    | Biarritz Olympique  | 13                | 467    |
| 13    | Stadoceste Tarbais  | 13                | 463    |
| 14    | CA Bègles           | 13                | 452    |
| 15    | SC Graulhet         | 14                | 439    |
| 16    | FC Lourdes          | 14                | 437    |
| 17    | RRC Nice            | 14                | 436    |
| 18    | RC Nîmes            | 13                | 403    |
| 19    | Section paloise     | 14                | 402    |
| 20    | Castres Olympique   | 11                | 370    |
| 21    | Stade montois       | 11                | 327    |
| 22    | CS Bourgoin-Jallieu | 11                | 310    |
| 23    | US Tyrosse          | 11                | 278    |

## Statistiques groupe A
Les statistiques incluent la phase finale.

### Meilleurs réalisateurs
Thierry Lacroix est le meilleur réalisateur de la saison avec 297 points inscrits.
| Rang | Joueur             | Club                | Points |
| ---- | ------------------ | ------------------- | ------ |
| 1    | Thierry Lacroix    | US Dax              | 297    |
| 2    | Patrice Favre      | CS Bourgoin-Jallieu | 294    |
| 3    | Christophe Deylaud | Stade toulousain    | 279    |
| 4    | Vincent Etcheto    | CA Bègles Bordeaux  | 259    |
| 5    | Laurent Labit      | Castres olympique   | 245    |

### Meilleurs marqueurs
David Berty est le meilleur marqueur avec 16 essais marqués.
| Rang | Joueur               | Club             | Essais |
| ---- | -------------------- | ---------------- | ------ |
| 1    | David Berty          | Stade toulousain | 16     |
| 2    | David Beraza         | Aviron bayonnais | 11     |
| -    | Émile Ntamack        | Stade toulousain | 11     |
| 4    | Jean-Victor Bertrand | RC Narbonne      | 10     |
| -    | Olivier Carbonneau   | Stade toulousain | 10     |
| -    | Laurent Loubère      | SU Agen          | 10     |
| -    | Alain Macabiau       | USA Perpignan    | 10     |
| -    | Stéphane Ougier      | Stade toulousain | 10     |